# Société des architectes de la Seine-Inférieure et de l'Eure
La Société des architectes de la Seine-Inférieure et de l'Eure est une société savante fondée en 1869 à Rouen.

## Membres
Édouard Dagnet, Édouard Duveau, Fernand Hamelet, Georges Peulevey, André Robinne, Georges Ruel, Louis Trintzius ont été membres de la Société.

### Présidents
| Portrait                                                                    | Identité                                  | Période          | Période | Durée |
| Portrait                                                                    | Identité                                  | Début            | Fin     | Durée |
| --------------------------------------------------------------------------- | ----------------------------------------- | ---------------- | ------- | ----- |
| Pas de portrait sous licence libre disponible pour Auguste Barre.           | Auguste Barre (d) (1807 - 1887)           | 1869             |         |       |
| Lucien Lefort                                                               | Lucien Lefort (1850 - 1916)               | 25 novembre 1887 |         |       |
| Pas de portrait sous licence libre disponible pour Marie-Eugène Barthélémy. | Marie-Eugène Barthélémy (d) (1826 - 1900) | 5 mai 1893       |         |       |
| Pas de portrait sous licence libre disponible pour Paul Barre.              | Paul Barre (d) (mort en 1914)             | 1898             | 1899    | 1 an  |
| Pas de portrait sous licence libre disponible pour René Martin.             | René Martin (d) (né en 1854)              | 1910             |         |       |
| Pas de portrait sous licence libre disponible pour Pierre Chirol.           | Pierre Chirol (1881 - 1953)               | 1927             |         |       |
| Pas de portrait sous licence libre disponible pour Pierre Lefebvre.         | Pierre Lefebvre (d) (1889 - 1969)         | 30 octobre 1936  | 1945    | 9 ans |
| Pas de portrait sous licence libre disponible pour Pierre Maurice Lefebvre. | Pierre Maurice Lefebvre (d) (1904 - 1975) | 1945             |         |       |
| Pas de portrait sous licence libre disponible pour Paul Panthou.            | Paul Panthou (d) (1859 - 1929)            |                  |         |       |
| Édouard Delabarre                                                           | Édouard Delabarre (1871 - 1951)           |                  |         |       |
| Pas de portrait sous licence libre disponible pour Paul Rabel.              | Paul Rabel (d) (1860 - 1942)              |                  |         |       |
| Pas de portrait sous licence libre disponible pour Charles Sahut.           | Charles Sahut (d) (né en 1866)            |                  |         |       |
| Pas de portrait sous licence libre disponible pour Eugène Fauquet.          | Eugène Fauquet (1850 - 1926)              |                  |         |       |